# Ruth Hahn von Dorsche
Ruth Hahn von Dorsche, geborene Fröhlich (* 17. Oktober 1905 in Berlin; † 21. Dezember 1975 ebenda), war eine deutsche Politikerin (FDP).

## Leben
Nach dem Lyzeum absolvierte sie eine Fachschulausbildung und arbeitete anschließend in der Firma ihres Mannes mit. Seit 1947 war sie verwitwet und als Schriftstellerin tätig. Sie arbeitete an Rundfunkmanuskripten und politischen Broschüren mit. Ab 1945 betätigte sie sich auf überparteilicher Ebene in verschiedenen Organisationen. Sie war Mitbegründerin und Vorsitzende der Mütterliga Berlin sowie der Europa-Union. Seit 1949 war sie Mitglied der FDP. Später war sie Pressereferentin, dann Sachbearbeiterin im Archiv der Bibliothek der TU Berlin. Sie veröffentlichte 1947 in Berlin das Buch Plaudereien des Katers Hannibal.
Sie war von 1951 bis 1955 Mitglied des ersten Abgeordnetenhauses von Berlin.